# 点卡
点卡，亦称点数卡，是网络游戏常见的计费卡模式，玩家通过购买点卡，获得相应的游戏时间。一张点卡只能使用一次，且必须儲值後才有效。
点卡的全称是“虚拟消费积分充值卡”,是按服务公司的规定以现金兑换虚拟点（积分）的形式，通过消耗虚拟点（积分）来享受该公司的服务的一种钱款支付形式。
点卡是2000年，由游戏橘子公司参考美国礼物卡模型而来，初期仅提供单一游戏使用，尔后才逐渐发展成为平台通用型点数卡（例如GASH+卡, 支付寶卡, Zynga卡等），经过数十年发展而成为网络游戏常见的计费卡模式，玩家通过购买点卡，获得相应的游戏时间或宝物与道具，日后亦有透过芯片卡技术衍生成可多次储值的芯片化储值卡。到了2013年，点卡更成为數位生活不可或缺的权利交换媒介，例如Amazon、Facebook的跨国点数业务。惟跨国交易需透过各国法律约束，因此全球公司仍倾向于直接与当地或区域内最大点数卡公司合作。

## 类型

### 时间点卡
这类点卡，多见于收费网络游戏中，这类游戏公司以销售点卡为主要游戏收入。玩家购买后，到指定网站充值给指定游戏帐号。点卡点数被折算为相应游戏时间。在此后游戏中，系统将按規定的時間單位扣点。

### 虚拟货币点卡
这类点卡多见于免费网络游戏，儲值后，点卡点数被换算为游戏中的虚拟货币。这类游戏会将通常游戏的虚拟货币分为两类，一类可以在游戏中获得，另一类只能通过点卡充值。且后者的实际价值远大于前者，游戏开发商将许多价值较高的虚拟物品设置为只能使用点卡购买，或者升級服務。这样的缺点是严重导致游戏玩家的实力失衡，乃至不花钱就不能维持游戏中的地位，遭致不花錢玩家的反感，可这种情况玩家虽有不满却只好被迫接受。例如天堂、征途等遊戲。

## 游戏点卡的概念充儲

### 点数
计算游戏时间的单位。例如某款网游一小时消耗4点点值，平均一点可折算成十五分钟在线时间。
當然也可用作免費遊戲的虛寶消費支付方式。

### 点卡充值对象的范围
一张点卡不一定只能充值一款游戏，某些公司联合众多游戏厂商出品的“一卡通”甚至可充值数十款游戏。

### 充儲方式
点卡背面一般有点卡号碼及点卡密码，密码被铅色图层覆盖，需购买者自行刮开。类似于单机游戏和收费软件的序号。
玩家登陆游戏厂商提供的充儲网站进行充儲（网站地址在点卡背面均有显示）。
中國大陸用戶（充值）
點卡格式通常有三種情形，一種是卡號密碼，第二種僅卡號，第三種僅密碼即可充值。若用戶要一號多充，網站可以選擇記住帳號以及記住確認帳號。若使用實物卡方式通常也可以在遊戲程式中充入。
狀況1：先輸入帳號，確認帳號，再輸入點卡號碼，點卡密碼，確認完畢後，即可充入。
狀況2：先輸入帳號，確認帳號，再輸入點卡號碼，確認完畢後，即可充入。
狀況3：先輸入帳號，確認帳號，再輸入點卡密碼，確認完畢後，即可充入。
台港澳用戶（儲值）
點卡格式通常有兩種情形，一種是卡號密碼，第二種僅卡號（或稱密碼）即可儲值。與大陸地區不同的是，儲值前必先登入才可儲值。通常要先開啟儲值網站才可儲入，或利用遊戲商所發行之APK檔案直接於遊戲中儲值。
狀況1：先登入（帳號/密碼或帳號/密碼/認證碼），輸入點卡號碼，點卡密碼，確認完畢後，即可儲入。
狀況2：先登入（帳號/密碼或帳號/密碼/認證碼），輸入點卡號碼（或稱點卡密碼），確認完畢後，即可儲入。

### 购买方式
购买点卡有实体卡与虚拟卡之分。
实体卡需要玩家自行充值，可在游戏厂商设置的销售网点（如网吧、私营个体小书店、3C賣場、超商）购得。
虚拟卡指玩家通过电话充值、网上银行等渠道获得卡号及卡密。一般销售网点倡导玩家在网点购买虚拟卡，即买即充。

## 材质、外观、及点卡显示的内容信息

### 材质
一次性的、不可反复利用的PVC或纸卡。

### 外观
正面：一般是游戏公司旗下的游戏广告，以告知玩家所购点卡可以充值的网游。还有面值、公司logo、点值等。
反面：显示点卡卡号及点卡密码、用户说明、帮助。

## 骨灰级玩家的点卡充值
点卡在某些游戏中可以通过玩家在游戏中进行任务、打怪升级所得的虚拟货币购得。所以许多网游中的骨灰级玩家（满级者、实力较强者、富有者等）通过自食其力的方式赚取虚拟货币购买点卡。这也是游戏玩家证明自己在游戏中所属地位的最有效方法。

## 免费游戏、收费游戏的获利模式差异
收费游戏通过时间点卡的方式收费，免费游戏通过虚拟货币点卡的方式收费。如果想在某一免费游戏中获得较高地位，玩家不可避免的会投入金钱。所有网游所需维持运转的经费来源都是从玩家获得的。